# Podgorica
Podgorica (chữ Kirin tiếng Montenegro: Подгорица; phát âm [pǒdɡorit͡sa], nghĩa đen "[vùng] dưới đồi nhỏ") là thủ đô và là thành phố lớn nhất của Montenegro. Thành phố cũng từng được gọi là Titograd (chữ Kirin Montenegro: Титоград, [tîtoɡraːd]) từ 1946 đên 1992 khi Montenegro là một phần của Cộng hòa Liên bang Xã hội chủ nghĩa Nam Tư (SFRY).
Vị trí địa lý thuận lợi nằm ở nơi hợp lưu của sông Ribnica và Morača cũng nơi gặp nhau của đồng bằng phì nhiêu Zeta và thung lũng Bjelopavlići đã biến nơi đây thành một địa điểm thích hợp cho việc định cư. Thành phố này gần cả với khu trượt tuyết mùa đông ở phía bắc, và khu du lịch bờ biển Adriatic.
Dân số thành phố là 204.877 trong lần thống kê năm 2011. Khu tự quản Podgorica (mà Thành phố Podgorica là trung tâm) chiếm 10.4% diện tích đất liền và 29,9% dân số Montenegro. Ngoài việc là trung tâm hành chính quốc gia, Podgorica còn là trung tâm kinh tế, văn hóa và giáo dục của Montenegro.

## Tên
Cái tên Podgorica có nghĩa là "[vùng] dưới đồi nhỏ" (gorica: "đồi nhỏ"), Gorica còn là tên của ngọn đồi phủ cây bách nằm gần trung tâm thành phố.
Cách Podgorica khoảng về (1,9 dặm) phía tây bắc là vết tích của đô thị La Mã Doclea. Những thế kỷ sau, người La Mã sửa tên thành Dioclea, vì đoán (sai) rằng chữ "i" đã bị mất đi trong lối nói bình dân.
Khi mới thành lập (trước thế kỷ 11), Podgorica được gọi là Birziminium. Thời kỳ Trung Cổ, nó được biết đến như Ribnica (phát âm [rîbnit͡sa]). Tên Podgorica được dùng từ năm 1326. Từ 1946 tới 1992, thành phổ được đổi tên thành Titograd theo tên Josip Broz Tito, cựu Tổng thống Nam Tư.

## Khí hậu
| Dữ liệu khí hậu của Podgorica                                  | Dữ liệu khí hậu của Podgorica | Dữ liệu khí hậu của Podgorica | Dữ liệu khí hậu của Podgorica | Dữ liệu khí hậu của Podgorica | Dữ liệu khí hậu của Podgorica | Dữ liệu khí hậu của Podgorica | Dữ liệu khí hậu của Podgorica | Dữ liệu khí hậu của Podgorica | Dữ liệu khí hậu của Podgorica | Dữ liệu khí hậu của Podgorica | Dữ liệu khí hậu của Podgorica | Dữ liệu khí hậu của Podgorica | Dữ liệu khí hậu của Podgorica |
| Tháng                                                          | 1                             | 2                             | 3                             | 4                             | 5                             | 6                             | 7                             | 8                             | 9                             | 10                            | 11                            | 12                            | Năm                           |
| -------------------------------------------------------------- | ----------------------------- | ----------------------------- | ----------------------------- | ----------------------------- | ----------------------------- | ----------------------------- | ----------------------------- | ----------------------------- | ----------------------------- | ----------------------------- | ----------------------------- | ----------------------------- | ----------------------------- |
| Cao kỉ lục °C (°F)                                             | 18 (64)                       | 27 (81)                       | 26 (79)                       | 31 (88)                       | 33 (91)                       | 38 (100)                      | 43 (109)                      | 46 (115)                      | 39 (102)                      | 30 (86)                       | 24 (75)                       | 19 (66)                       | 46 (115)                      |
| Trung bình ngày tối đa °C (°F)                                 | 9.5 (49.1)                    | 11.3 (52.3)                   | 14.9 (58.8)                   | 19.1 (66.4)                   | 24.2 (75.6)                   | 28.2 (82.8)                   | 31.7 (89.1)                   | 31.6 (88.9)                   | 27.4 (81.3)                   | 22.7 (72.9)                   | 15.4 (59.7)                   | 11.0 (51.8)                   | 20.6 (69.1)                   |
| Trung bình ngày °C (°F)                                        | 5.5 (41.9)                    | 7.3 (45.1)                    | 10.4 (50.7)                   | 14.1 (57.4)                   | 18.9 (66.0)                   | 22.8 (73.0)                   | 26.0 (78.8)                   | 25.9 (78.6)                   | 22.0 (71.6)                   | 16.7 (62.1)                   | 11.1 (52.0)                   | 7.0 (44.6)                    | 15.6 (60.2)                   |
| Tối thiểu trung bình ngày °C (°F)                              | 1.4 (34.5)                    | 3.2 (37.8)                    | 5.8 (42.4)                    | 9.1 (48.4)                    | 13.5 (56.3)                   | 17.3 (63.1)                   | 20.3 (68.5)                   | 20.2 (68.4)                   | 16.5 (61.7)                   | 11.6 (52.9)                   | 6.8 (44.2)                    | 2.9 (37.2)                    | 10.7 (51.3)                   |
| Thấp kỉ lục °C (°F)                                            | −11 (12)                      | −10 (14)                      | −8 (18)                       | 0 (32)                        | 4 (39)                        | 10 (50)                       | 12 (54)                       | 11 (52)                       | 7 (45)                        | 0 (32)                        | −4 (25)                       | −10 (14)                      | −11 (12)                      |
| Lượng Giáng thủy trung bình mm (inches)                        | 192 (7.6)                     | 167 (6.6)                     | 159 (6.3)                     | 145 (5.7)                     | 88 (3.5)                      | 63 (2.5)                      | 39 (1.5)                      | 66 (2.6)                      | 120 (4.7)                     | 164 (6.5)                     | 238 (9.4)                     | 217 (8.5)                     | 1.658 (65.4)                  |
| Số ngày giáng thủy trung bình (≥ 0.1 mm)                       | 12.2                          | 11.9                          | 11.6                          | 12.5                          | 9.8                           | 8.9                           | 5.7                           | 6.0                           | 6.8                           | 10.1                          | 13.8                          | 13.1                          | 122.4                         |
| Số giờ nắng trung bình tháng                                   | 120.9                         | 127.1                         | 170.5                         | 195.0                         | 248.0                         | 276.0                         | 341.0                         | 313.1                         | 249.0                         | 195.0                         | 126.0                         | 111.6                         | 2.473,2                       |
| Nguồn 1: Hydrological and Meteorological Service of Montenegro |                               |                               |                               |                               |                               |                               |                               |                               |                               |                               |                               |                               |                               |
| Nguồn 2: BBC Weather:Podgorica                                 |                               |                               |                               |                               |                               |                               |                               |                               |                               |                               |                               |                               |                               |

## Thành phố kết nghĩa
Podgorica kết nghĩa với:
- Ankara, Thổ Nhĩ Kỳ
- Bari, Ý
- Naousa, Hy Lạp
- Skopje, Bắc Macedonia